# Чизстейк
Чи́зстейк (англ. cheesesteak) — сэндвич, приготовленный из тонко нарезанных кусочков бифштекса и плавленого сыра в длинной булочке-хоги. Популярный региональный фастфуд, появившийся в американском городе Филадельфия, штат Пенсильвания.

## История
Чизстейк появился в начале XX века и представляет собой сэндвич с жареной говядиной, луком и сыром в небольшой булке хлеба, что следует из каталога ярмарки 1987 года, опубликованного Библиотечной компанией Филадельфии и Историческим обществом Пенсильвании.
Филадельфийцам Пэту и Гарри Оливери часто приписывают изобретение сэндвича, который включал в себя рубленый стейк на итальянской булочке в начале 1930-х годов. Точная история создания чизстейка неизвестна, но, по некоторым данным, Пэт и Гарри Оливери изначально владели стойкой с хот-догами и однажды решили сделать новый сэндвич, используя рубленую говядину и жареный лук. Когда Пэт Оливери ел этот сэндвич, остановился таксист и попросил сделать один такой же для себя. После того, как таксист съел его, он предложил Пэту Оливери прекратить готовить хот-доги и вместо этого сосредоточиться на новом сэндвиче. Оливери начали продавать эту вариацию сэндвичей со стейками в своей палатке с хот-догами около итальянского рынка в Южной Филадельфии. Они стали настолько популярными, что Пэт открыл свой собственный ресторан, который до сих пор работает под названием Pat's King of Steaks. Первоначально сэндвич готовился без сыра. Пэт Оливери сказал, что сыр проволоне впервые добавил Джо «Коки Джо» Лоренца, менеджер заведения на Ридж-авеню. Однако никаких фактических документальных свидетельств истории Оливери не существует, и, как и многие подобные истории происхождения, она может быть апокрифической, увековеченной пересказом автора. Чизстейк вполне мог появиться и постепенно распространиться среди других поваров.
Чизстейки стали популярны в ресторанах и продуктовых точках по всему городу, причём многие заведения являются независимыми, семейными предприятиями. Вариации чизстейков теперь распространены в нескольких сетях быстрого питания. Версии сэндвича также можно найти и в высококлассных ресторанах. Во многих заведениях за пределами Филадельфии этот сэндвич называют «чизстейком по-филадельфийски».

## Ингредиенты

### Мясо
Традиционно используемое мясо — тонко нарезанный рибай или верхняя часть бедра, хотя используются и другие куски говядины. На слегка смазанном масле гридле при средней температуре кусочки стейка быстро поджариваются, а затем разламываются на более мелкие кусочки плоской лопаткой. Затем на мясо кладут ломтики сыра, дают ему расплавиться. Потом смесь зачерпывают лопаткой и вдавливают в булочку, которую затем разрезают пополам.
Обычные добавки включают: жареный лук, жареные грибы, кетчуп, острый соус, поваренная соль и перец чёрный.

### Хлеб
В Филадельфии чизстейки неизменно подают на булочках хоги. Среди нескольких брендов, пожалуй, самыми известными являются булочки Amoroso's Baking Company: длинные, мягкие и слегка солёные. Есть мнение, что правильный чизстейк состоит из проволоне или сыра Cheez Whiz, намазанных на булочку Amoroso и начиненных тонко нарезанным жареным мясом, в то время как в письме читателя из Индианаполиса, сетующем на недоступность хороших чизстейков, говорится, что упоминание о булочке Amoroso вызвало у него слёзы из глаз. Прокомментировав споры о типах сыра и рубленом стейке или нарезанном ломтиками, журнал Risk and Insurance заявил: «Единственное, с чем почти все могут согласиться, это то, что всё это должно быть навалено на свежеиспечённую булочку Amoroso».

### Сыр
Американский сыр, проволоне и сыр Cheez Whiz являются наиболее часто используемыми сырами или сырными продуктами, добавляемыми в филадельфийский чизстейк.
Белый американский сыр, наряду с сыром проволоне, являются фаворитами из-за их мягкого вкуса и средней консистенции. Некоторые заведения плавят американский сыр, чтобы добиться кремообразной консистенции, в то время как другие кладут ломтики на мясо, позволяя им слегка расплавиться под воздействием тепла. Ресторанный критик Philadelphia Inquirer Крейг ЛаБан говорит: «Проволоне — для ценителей, экстра-острый — для самых разборчивых среди них», хотя острый проволоне редко встречается в магазинах, торгующих чизстейками, в то время как мягкий проволоне — обычное дело. Владелец Geno's Steaks Джои Венто заявил: «Мы всегда рекомендуем проволоне. Это настоящий сыр».
Cheez Whiz, впервые представленный на рынке в 1952 году, не был доступен во время выхода оригинальной версии 1930 года, но его популярность возросла. В статье The New York Times 1986 года Cheez Whiz был назван «непременным ингредиентом для ценителей чизстейка». В интервью 1985 года племянник Пэта Оливери, Фрэнк сказал, что он использует «плавленый сырный спред, знакомый миллионам родителей, которые ценят скорость и простоту в приготовлении детского обеда по той же причине, что это быстро». Cheez Whiz «безусловно фаворит» в Pat’s King of Steaks, превосходя по продажам занявший второе место американский сыр в соотношении восемь или десять к одному, в то время как Geno’s Steaks утверждает, что потребляет от восьми до десяти ящиков Cheez Whiz в день.
Cooper Sharp, пастеризованный плавленый американский сыр, набирает популярность как новый вариант чизстейка с 2023 года. Изготовленный из выдержанного чеддера и имеющий более высокое содержание молочного жира, продукт более острый и сливочный, чем обычный американский сыр. По словам Косукэ Чудзё, владельца магазина по продаже чизстейков в Японии, сыр «был очень сливочным и вкусным, с идеальным балансом соли».

## Вариации
- Куриный чизстейк или куриный Филли готовят из курицы вместо говядины[27].
- Чизстейк из курицы «Баффало» — куриный чизстейк с соусом «Баффало» и может содержать сыр «Блючиз»[28][29].
- Грибной чизстейк — чизстейк с грибами[30][31].
- Чизстейк с перцем — чизстейк с зелёным болгарским перцем, острым перцем черри, длинным острым перцем или сладким перцем[15][30][31].
- Пицца-стейк — чизстейк, покрытый соусом для пиццы и сыром моцарелла, который можно поджарить в духовке[32].
- Чизстейк-хоги содержит салат и помидоры в дополнение к ингредиентам, которые есть в традиционном сэндвиче со стейком, и может содержать другие элементы, которые часто подают в хоги[33].
- Веганский чизстейк — сэндвич, в котором стейк и сыр заменены веганскими ингредиентами, такими как сейтан или грибы, а также сыр на основе сои[34][35][36][37].
- Стейк милано — чизстейк с жареными помидорами и орегано[31][38].
- The Heater подается на бейсбольных матчах «Филадельфия Филлис» в «Ситизенс-бэнк-парк», так названный из-за острого варианта, поскольку подается с халапеньо, соусом «Баффало» и халапеньо-чеддер[39][40].
- При готовке чизстейка в Лахоре используют масалы и индо-пакистанские специи[14].